# Ciudad de Brahman
Ciudad de Brahman es el segundo álbum de estudio de la banda de stoner rock argentina Los Natas. Fue lanzado al mercado en 1999. Más tarde fue relanzado en el Box Set Bee Jesus, que compila este álbum, Delmar y El Gobernador EP, dividido en dos mitades, cada canción como bonus track de cada álbum. También, fue la primera vez que la banda protagonizó un videoclip, para la canción «Meteoro 2028».

## Reseña
Grabado durante un viaje a San Francisco, esta sesión de 1999 hace recordar a los días de Pink Floyd, King Crimson, Yes y Genesis. Atrayentes piezas musicales como «Brisa del Desierto», «Tufi Meme» y «Alohawaii» no se adhieren a una simple estructura de canción al estilo de estribillo/estrofa/estribillo; ni hacen que la banda pierda su objetivo progresista. Mientras que la banda puede sonar melódica como Pink Floyd o Genesis, su sonido tiende a ser mucho más pesado y más agresivo, debido a una creativa orientación al antiguo Heavy metal. Los Natas podrán amar la melodía y armonía, pero eso no evita que la banda proporcione algunos enérgicos y poderosos acordes cercanos al sonido de Black Sabbath o de Blue Cheer. Este impredecible álbum requiere de ser escuchado varias veces para ser absorbido musicalmente, pero para quienes no insisten en la simplicidad de la música, Ciudad de Brahman es altamente gratificante.
Alex Henderson, AllMusic

## Lista de temas
1. «Carl Sagan» - 3:41
2. «Meteoro 2028» - 4:34
3. «Tufi Meme» - 5:55
4. «La Ciudad de Brahman» - 4:54
5. «Siluette» - 2:14
6. «Brisa del Desierto» - 2:09
7. «Paradise» - 4:12
8. «Alohawaii» - 4:18
9. «Adolescentes» - 4:25
10. «999» - 1:58
11. «El Resplandor» - 3:01
12. «Rutation» - 3:06
13. «Polvaredo» - 3:44
14. «Nadha» - 3:00

Todas las canciones escritas por Los Natas.

## Personal
- Sergio Chotsourian - Guitarra, Voz
- Walter Broide - Batería, Voz
- Miguel Fernández - Bajo
- Dale Crover - Hawaiian Guitar, Piano

## Información adicional
- Grabado en 1999 en Louder Studios, USA.
- Masterizado en Fantasy Studios, USA.
- Producido por Dale Crover y Los Natas.
- Artwork por Frank Kozik.
- Mans Ruin Records, USA